# Джеймс Діксон
Джеймс Діксон (англ. James Dickson; 1738—1822) — шотландський ботанік та міколог.

## Біографія
Джеймс Діксон народився у 1738 році в селі Траквейр у Шотландії у незаможній родині. Вперше познайомився з ботанікою у садах графа Траквейра. Потім Діксон навчався у розпліднику Джеффрі у Бромптоні. У 1772 році він заснував власне підприємство у Ковент-Гардені.  З 1785 до 1791 року Діксон подорожував по Гайлендсу, збирав гербарні зразки рослин. У 1788 році Діксон став одним з дійсних членів щойно заснованого Лондонського Ліннеївського товариства. У 1798 році він познайомився з дослідником Мунго Парком, згодом одружився із його сестрою. У 1804 році Джеймс був обраний віце-президентом Сільськогосподарського товариства. Джеймс Діксон помер 14 серпня 1822 року у Кройдоні, передмісті Лондона.

## Окремі наукові праці
- Dickson, J. (1785—1801) Fasciculi plantarum cryptogamicarum brittaniae.

## Рід та деякі види рослин, названі на честь Дж. Діксона
- Dicksonia L'Her., 1789
- Areca dicksonii Roxb., 1814 [syn.  Pinanga dicksonii (Roxb.) Blume, 1839]
- Chorizema dicksonii Graham, 1839
- Ehretia dicksonii Hance, 1862